# كأس أوروبا لكرة السلة 2005–06
كأس أوروبا لكرة السلة 2005–06 هو موسم من كأس أوروبا لكرة السلة. أقيم خلال الفترة 8 نوفمبر 2005 وحتى 11 أبريل 2006، وكان عدد الأندية المشاركة فيه  24، وفاز فيه نادي دينامو موسكو لكرة السلة.